# Єсиненку Ніколае Гаврилович
Ніколае Гаврилович Есиненко (рум. Nicolae Esinencu; 13 серпня 1940, Кіцканій Векь, Теленештського району, Молдавська РСР — 25 квітня 2016, Кишинів, Молдова) — молдовський сценарист, режисер, драматург, поет і письменник, член Спілки письменників Молдови та Спілки письменників . Заслужений митець Молдови. Лауреат премії Спілки письменників Молдови.

## Життєпис
1973 року закінчив Літературний інститут імені Горького (Москва). Працював редактором видавництва Lumina (Світло), був секретарем, потім радником Спілки письменників Молдови (1989).
Помер 2016 року в Кишиневі у результаті інсульту

## Творчість
Дебютував 1968 року з книгою «Антенна». Автор багатьох творів у прозі, збірок поезії та драматургії. Опублікував шість томів вибраних творів. Його перу належать п'єси «Табакера», «Курильня» та «Солом'яні люди».

## Вибрані твори

### Драматургія
- Grand prix,
- Tabachera,
- Fumoarul,
- Oameni de paie,
- SRL Moldovanul.

### Поезія
- Antene (лірика, 1968);
- Sens (лірика, 1969);
- Dealuric (лірика, 1974);
- Copilul teribilc (лірика, 1979);
- Stai să-ți mai spunc (лірика, 1983);
- Cuvinte de chemat fetele (лірика, 1986);
- Disciplina mondială (1995);
- Copilul teribil (2004).

### Проза
- Nunta, proză scurtă[4];
- Sacla (1968);
- Portocala (1970);
- Toi (1972);
- Era vremea să iubim (1977).

## Фільмографія

### Сценарист
- 1975 — Кінь, рушниця і вільний вітер
- 1977 — Оповідь про хороброго витязя Фет-Фрумоса / Povestea lui Fat-Frumos
- 1980 — У Чортова лігва
- 1987 — Дерев'яна гармата /  Tunul de lemn
- 1989 — Прощавай, наш бакалавр / Адио, виацэ де холтей (короткометражний)
- 1991 — Вир
- 1993 — Поїзд до Каліфорнії

### Режисер
- 1977 — Оповідь про хороброго витязя Фет-Фрумоса

У березні 2000 року поставив у Кишинівському Муніципальному театрі «Satiricus» за своїм романом поставив спектакль «SRL Moldovanul».

## Нагороди
- 1996 — Орден «Трудова слава» — за високі досягнення в галузі літератури, активну участь у громадсько-культурному житті та на знак визнання вкладу в процес національного відродження[7].
- 2000 — Медаль «Міхай Емінеску» — за заслуги у справі національного відродження, значний внесок у пропаганду літературної спадщини Міхая Емінеску та утвердження національних духовних цінностей[8].
- 2010 — Орден Республіки — на знак визнання особливих заслуг у розвитку літератури, за плідну творчу діяльність та внесок у пропаганду спадщини Емінеску[9].
- Заслужений митець Молдови.
- премія Спілки письменників Молдови.